# Marguerite Buffet
Pour les articles homonymes, voir Buffet.
Marguerite Buffet, née au XVIIe siècle et morte en 1680, est une femme de lettres féministe française.

## Œuvres
- Nouvelles observations sur la langue françoise où il est traitté des termes anciens & inusitez & du bel usage des mots nouveaux, Paris, Jean Cusson, 1668 (lire en ligne sur Gallica)
- Traité sur les éloges des illustres sçavantes, anciennes et modernes, Paris, Jean Cusson, 1668

## Sources
- Isabelle Ducharme, Une formule discursive au féminin : Marguerite Buffet et la synthèse d'une Querelle de femmes, Montréal, Université de Montréal, 2000